# Brun grönbulbyl
Brun grönbulbyl (Phyllastrephus strepitans) är en fågel i familjen bulbyler inom ordningen tättingar.

## Utseende och läte
Brun grönbulbyl är en färglöst brunaktig bulbyl med rätt lång, roströd stjärt. Strupen är ljusare beige. Den är mycket lik markgrönbulbylen, men strupfläcken är mycket mörkare istället för lysande vit, och stjärten är mer roströd. Den liknar även kustgrönbulbylen, men denna har ljusa ögon. Andra grönbulbyler har just gröna inslag i fjäderdräkten. Lätet är en ljudlig serie med babbliga toner, lik både lövtimalior och skratthärfåglar.

## Utbredning och systematik
Fågeln förekommer dels i sydvästra Sudan, dels från sydöstra Sydsudan, södra Etiopien och södra Somalia till norra Uganda, Kenya och nordöstra Tanzania. Den behandlas som monotypisk, det vill säga att den inte delas in i några underarter.

## Levnadssätt
Brun grönbulbyl hittas i buskmarker och täta skogsområden. Där ses den nästan alltid i små och ljudliga grupper.

## Status och hot
Arten har ett stort utbredningsområde, men tros minska i antal, dock inte tillräckligt kraftigt för att den ska betraktas som hotad. Internationella naturvårdsunionen IUCN listar arten som livskraftig (LC).